# John Savage (graveur)
Pour les articles homonymes, voir John Savage.
John Savage (fl. 1683-1701) est graveur et imprimeur à Londres à la fin du XVIIe siècle.

## Biographie
D'origine probablement française, huguenot exilé, il réside d'abord à Denmark Court, dans le Strand, jusqu'à ce qu'il reprenne l'entreprise d'Isaac Beckett dans le Old Bailey. Plus tard, il déménage à Golden Head, dans le cimetière Saint-Paul (en), plaque tournante de l'industrie de l'édition et de la gravure près de Doctors' Commons.

## Œuvre
John Savage produit des illustrations de livres et des portraits qu'il publie sous forme de frontispices ou séparément, ainsi que des cartes à jouer et à échanger. À partir de 1683, il grave des planches pour les Transactions philosophiques de la Royal Society. Bien qu'il ait acheté le stock de planches gravées en manière noire de Beckett et ait continué à proposer ses planches, les siennes sont des eaux-fortes et des gravures. Ses planches comprennent : 
- Les antipapistes : portraits du duc de Monmouth et duc d'Argyll, Arthur Capell, 1er comte d'Essex, William, Lord Russell, Sir Thomas Armstrong, l'échevin Henry Cornish, Algernon Sidney et Sir Edmund Berry Godfrey, sur une feuille ;
- Philippe V d'Espagne ;
- Arthur Herbert, 1er comte de Torrington ;
- Sir Henry Chauncy (frontispice de son Histoire du Hertfordshire, 1700) ;
- Charles Leigh, MD, d'après William Faithorne (frontispice de son Histoire naturelle du Lancashire, 1700) ; et
- Prince Giolo, insulaire des mers du Sud à Londres en 1692.

S'y ajoutent les plaques gravées sauvages des Cris de Londres de Marcellus Laroon pour l'éditeur Pierce Tempest. Seuls deux – The Merry Fiddler et The London Quaker – portent la signature de Savage mais Antony Griffiths, l'ancien conservateur du département des estampes et dessins du British Museum, lui attribue les 72 de la série.
Il est également l'auteur des illustrations sur De Thermis Britannicis de Thomas Guidott, 1691, sur Memorials of Cranmer de John Strype, 1694, et sur Phytographia de Leonard Plukenet, vol. II, 1696, Numismata de John Evelyn, 1697, et Plantarum Historia de Robert Morison, vol. III, 1699. 
Un jeu de cartes à jouer mathématiques, édité par Thomas Tuttell, est gravé par lui d'après des dessins de François Boitard.